# Degradação mediada por mutação sem sentido
A degradação de mRNA mediada por mutação sem sentido (NMD - Nonsense-mediated decay, em inglês) é uma via de vigilância celular que existe em todos os eucariotas. Sua principal função é reduzir os erros na expressão de genes através da eliminação de transcritos de mRNA que contêm códons de parada prematuros. A Tradução desses mRNAs aberrantes poderia, em alguns casos, levar a ganhos de funções deletérias ou atividade dominante negativa das  proteínas resultantes.
O fenômeno da NMD foi descrito pela primeira vez em células humanas e em levedura, quase simultaneamente, em 1979. Este sugeriu ampla  conservação filogenética e um importante papel biológico deste presente mecanismo intrigante. A NMD foi descoberta quando foi percebido que as células contêm concentrações inesperadamente muito baixas de mRNAs que são transcritos a partir de alelos carregando mutações sem sentido. Mutações sem sentido codificam um codão de parada. A conversão de um aminoácido em um codão de parada  prematuro faz com que a proteína seja  reduzida. A quantidade  que for perdida da proteína  determina se  a proteína ainda é funcional ou não. A NMD é um aspecto novo e importante  para a genética.  Ele tem a possibilidade não apenas de limitar a tradução de proteínas anormais, mas pode, ocasionalmente, causar efeitos prejudiciais em mutações genéticas específicas.

## Via
Embora muitas das proteínas envolvidas na NMD não são conservados entre as espécies, em Saccharomyces cerevisiae (levedura), há três fatores principais na NMD: UPF1, UPF2 e UPF3 (UPF3A e UPF3B em humanos), que compõem o núcleo conservado da via de NMD. Todos esses três fatores são elementos trans-atuantes  chamados de proteínas up-frameshift (UPF). Em mamíferos, UPF2 e UPF3 são partes do complexo da junção éxon-éxon (ECJ - exon-exon junction complex) vinculado ao mRNA após o splicing juntamente com outras proteínas, eIF4AIII, MLN51, e o heterodimero Y14/MAGOH, que também funcionam na NMD. A fosforilação da UPF1 é controlada pelas proteínas SMG-1, a SMG-5, a SMG-6 e a SMG-7.
O processo de detecção de transcritos aberrantes ocorre durante a tradução do mRNA. Um modelo popular para a detecção de transcritos aberrantes em mamíferos sugere que, durante a primeira rodada de tradução, o ribossomo remove os complexos de junção éxon-éxon que foram ligados ao mRNA depois da ocorrência do splicing. Se após esta primeira rodada de tradução, qualquer uma dessas proteínas permanecerem ligadas ao mRNA, a NMD é ativada. Os complexos de junção éxon-éxon  localizados a jusante de um codão de parada não são removidos do transcrito pois o ribossomo é liberado antes de chegar a eles. A terminação da tradução leva a montagem de um complexo composto de UPF1, SMG1 e a liberação de fatores, eRF1 e eRF3, do mRNA. Se um EJC é deixado no mRNA, porque a transcrição contém um codão de parada prematuro, em seguida, UPF1 entra em contato com UPF2 e UPF3, desencadeando a fosforilação de UPF1. Em vertebrados, a localização do último complexo de junção exônica  em relação ao codão de parada geralmente determina se a transcrição será submetido a NMD ou não. Se o codão de terminação está a jusante  ou dentro de aproximadamente 50 nucleotídeos do final do complexo de junção exônica, então o transcrito é traduzido normalmente. No entanto, se o codão de terminação está a mais do que cerca de 50 nucleotídeos a montante de qualquer complexo de junção exônica, então o transcrito  é negativamente regulado pela NMD. A  UPF1 fosforilada então interage com a SMG-5, a SMG-6 e a SMG-7, que promovem a desfosforilação da UPF1. A SMG-7 é hipoteticamente a efetuadora de encerramento da NMD, pois  se acumula nos corpúsculos-P, que são sítios citoplasmáticos de degradação de mRNA.  Em ambas células de leveduras e células humanas, o principal caminho para a degradação do mRNA é iniciado pela remoção da 5' cap seguido da degradação pela XRN1, uma exoribonuclease. O outro caminho pelo qual o mRNA é degradado é por desadenilação da cauda de poli(A), a partir de 3'-5'.
Além do reconhecido papel da NMD na remoção de transcritos aberrantes,  há transcritos que retém íntrons em suas 3'UTRs. Estas  mensagens estão previstas para serem alvos da NMD, e mesmo assim (ex. atividade regulada pela  proteína associada ao citoesqueleto, conhecida como Arc em inglês) podem ter funções  biológicas cruciais sugerindo que a NMD pode ter  relevantes funções fisiológicas.

## Mutações
Apesar da NMD reduzir transcritos com códons sem sentido,  mutações que levam a vários problemas de saúde e doenças em seres humanos  podem ocorrer. Uma mutação dominante-negativa ou ganho de função deletério pode ocorrer se  códons de parada prematura (sem sentido) forem traduzidos. A NMD está se tornando cada vez mais evidente na forma como ela modifica consequências fenotípicas por causa da ampla forma em que controla a expressão gênica. Por exemplo, o distúrbio do sangue Beta talassemia é herdado e causado por mutações a montante  do gene da β-globina. Um indivíduo carregando apenas um alelo afetado terá nenhum ou níveis extremamente baixos de mRNA da β-globina mutante. Uma forma ainda mais grave da doença pode ocorrer chamada de talassemia dominante de inclusão de corpo. Em vez da diminuição dos níveis de mRNA, um transcrito mutante produz correntes β truncadas, que por sua vez leva a um fenótipo clínico no heterozigoto. Mutações na NMD que reduzem a eficiência da via podem também contribuir para a síndrome de Marfan. Esta doença é causada por mutações no gene fibrilina-1 (FBN1) e é resultante de uma interação dominante negativa entre o mutante e tipo selvagem do gene fibrilina-1.

## Aplicações
Essa via tem um efeito significativo na forma como os genes são traduzidos, resultando no quanto um gene expressará em proteínas. Ainda é um campo novo na genética, mas seu papel na investigação já levou cientistas a descobrirem inúmeras explicações para a regulação de genes. O estudo da NMD permitiu aos cientistas determinar as causas de certas doenças hereditárias e a compensação de dosagem em mamíferos.